# Калашников, Виталий Анатольевич (поэт)
Виталий Анатольевич Калашников (18 ноября 1958, Хадыженск — 11 января 2012, Дубна) — российский поэт, прозаик, переводчик, один из основателей поэтической группы «Заозёрная школа».

## Биография
Родился 18 ноября 1958 года в г. Хадыженске Апшеронского района Краснодарского края.
Окончил философский факультет Ростовского университета.
Жил в Ростове-на-Дону и Азове (в археологическом заповеднике Танаис), где выступил одним из основателей поэтической группы «Заозёрная школа» (Геннадий Жуков, Виталий Калашников, Игорь Бондаревский, Владимир Ершов, Александр Брунько). В 1989 году выпустил первый сборник стихов «Стихотворения». В рецензии на сборник А. Марченко утверждала, что именно Калашникову наиболее близки декларируемые принципы группы. «Виталий Калашников <…> в силу врожденного артистизма и природной же склонности к дальнозоркости (смотреть далеко и глубоко, но не фиксировать предметы первого плана), даже из обживания купленного по случаю деревенского дома способен сделать почти эклогу».
Занимался ювелирной керамикой. После переезда в Москву у Виталия Калашникова появилась своя мастерская. Выставки произведений, изготовленных там, проходили в Японии, Америке, Франции.
Виталий Калашников является соавтором гимна Грушинского фестиваля (совместно с А. Козловским).
По сценариям Калашникова сняты несколько фильмов и поставлены пьесы. Последнее время жил и работал в Москве.
Умер 11 января 2012 года, не приходя в сознание, в результате уличного нападения в ночь с 6 на 7 января в городе Дубне. Похоронен на кладбище хутора Недвиговка (Танаис). Убийцу поэта в августе 2012 года приговорили к 10 годам колонии.
В 2016 году по творчеству поэта актёром и режиссёром И. Карповым (театр «Под деревом») был поставлен моноспектакль «Сны Танаиса».

## Книги
- Виталий. Стихотворения. — Ростов-на-Дону: Ростовское книжное издательство, 1989. — 95 с. — ISBN 5-7509-1240-X
- Примерно так. Стихи. — Ростов-на-Дону: «Книга», 1999 — 64 с.
- Стихи, которые очень нравятся Бакшутову, Давыдову и Маше. — Б.м., 2000
- Ювенильный романс: Избранные стихотворения. — Москва, 2007. — 204 с. ISBN 978-5-85646-155-7